# Ielena Laixmànova
Ielena Anatólievna Laixmànova (en rus: Еле́на Анато́льевна Лашма́нова; Mordòvia, Rússia, 9 d'abril de 1992) és una atleta russa que participa en proves de marxa atlètica.
Als Jocs Olímpics de Londres 2012 va obtenir la medalla d'or en la prova de 20 km marxa i va establir un nou rècord del món amb un temps d'1:25:02.Aquest registre es va mantenir fins que va ser polvoritzat per la xinesa Liu Hong el 6 de juny de 2015 a La Corunya.
Al Campionat Mundial d'Atletisme de 2013 celebrat en Moscou va guanyar la medalla d'or amb un temps d'1:27:08.
El 2014 va ser sancionada per dos anys després de donar positiu en GW1516 (una modificació de la EPO)en un control fora de competició realitzat el 4 de gener d'aquest any, a la ciutat russa de Saransk. La sanció és efectiva des del 26 de febrer.

## Palmarès
| Representant Rússia                         | Representant Rússia                   | Representant Rússia | Representant Rússia | Representant Rússia |
| Any                                         | Competició                            | Lloc                | Resultat            | Distància           |
| ------------------------------------------- | ------------------------------------- | ------------------- | ------------------- | ------------------- |
| 2009                                        | Campionat Mundial Juvenil d'Atletisme | Bresanona, Itàlia   | 1ª (22:55)          | 5 km                |
| 2010                                        | Campionat Mundial Junior d'Atletisme  | Moncton, Canadà     | 1ª (44:11)          | 10 km               |
| 2011                                        | Campionat Europeu Junior d'Atletisme  | Tallinn, Estònia    | 1ª (42:59) JWR      | 10 km               |
| 2012                                        | Jocs Olímpics de Londres              | Londres, Regne Unit | 1ª (1h:25:02) WR    | 20 km               |
| 2012                                        | Copa del Món de Marxa Atlètica        | Saransk, Rússia     | 1ª (1h:27:38)       | 20 km               |
| 2013                                        | Campionat Mundial                     | Moscou, Rússia      | 1ª (1:27:08)        | 20 km               |
| WR-Rècord mundial JWR-Rècord mundial junior |                                       |                     |                     |                     |

| Representant a Rússia      | Representant a Rússia                     | Representant a Rússia      |
| Predecessora               | Campiona de 20 km marxa                   | Successora                 |
| Olga Kanískina             | Jocs Olímpics Londres 2012                | Liu Hong                   |
| Campiona de 20 km marxa    | Campiona de 20 km marxa                   | Campiona de 20 km marxa    |
| Olga Kanískina             | Campionat Mundial d'Atletisme 2013        | Liu Hong                   |
| Campiona de 20 km marxa    | Campiona de 20 km marxa                   | Campiona de 20 km marxa    |
| María Vasco                | Copa del Món de Marxa Atlètica 2012       | Anisia Kirdiapkina         |
| Campiona de 10.000 m marxa | Campiona de 10.000 m marxa                | Campiona de 10.000 m marxa |
| Tatiana Mineyeva           | Campionat Mundial Junior d'Atletisme 2010 | Ekaterina Medvedeva        |
| -------------------------- | ----------------------------------------- | -------------------------- |